# Saint-Aquilin-de-Corbion
Saint-Aquilin-de-Corbion – miejscowość i gmina we Francji, w regionie Normandia, w departamencie Orne.
Według danych na rok 1990 gminę zamieszkiwało 88 osób, a gęstość zaludnienia wynosiła 14 osób/km² (wśród 1815 gmin Dolnej Normandii Saint-Aquilin-de-Corbion plasuje się na 798. miejscu pod względem liczby ludności, natomiast pod względem powierzchni na miejscu 779.).